# Epígenes de Bizanci
Epígenes de Bizanci (en grec antic Ἐπιγέτης, Epigenes) va ser un astròleg i escriptor grec d'època incerta probablement, al segle ii aC.
Alguns autors el fan contemporani d'Apol·loni de Mindos, amb el que hauria estudiat astrologia i astronomia a Caldea. Tant Posidoni com Varró el citen com a font. Segons Plini, Epígenes deia que un home no podia viure més enllà dels 112 anys. La influència dels astres en la duració de la vida de l'home era una creença astrològica molt estesa. Plini també diu que segons Epígenes, al que qualifica de gravis auctor, una autoritat, els babilonis tenien en els seus arxius tauletes cuites amb observacions astronòmiques que es remuntaven a 720.000 anys d'antiguitat. Sèneca transmet algunes opinions d'Epígenes sobre els cometes. Es coneixen també algunes altres afirmacions d'Epígenes: afirmava que una dona podia donar a llum al setè mes de l'embaràs.